# Third Division (Hong Kong)
La Hong Kong Third Division League è la quarta divisione del campionato di calcio di Hong Kong. È organizzata dalla Hong Kong Football Association ed è suddivisa in due campionati distinti, chiamati Hong Kong Second A Division League e Hong Kong Second District Division League.
Le squadre della Second Division League disputano l'Hong Kong Junior Challenge Shield.

## Formula
La Third A Division League fu introdotta nel 1951. È riservata a squadre di club (19 nella stagione 2011-2012), che disputano un girone all'italiana di sola andata fra di loro. Le prime due classificate si qualificano per il Final Round, mentre le ultime due vengono escluse dalla lega per la stagione successiva. A partire dalla stagione 2012-2013, quando verrà reintrodotta la Hong Kong Fourth Division League, retrocederanno in questa categoria.
La Third District Division League è stata creata nel 2002 ed è composta per la stagione 2011-2012 da 8 squadre, in rappresentanza di altrettanti distretti di Hong Kong. Tali distretti (District Council) sono complessivamente 18 e, teoricamente, tutti possono iscrivere la propria rappresentativa al campionato. Le prime due classificate si qualificano per il Final Round, mentre non ci sono retrocessioni.
Il Final Round viene disputato da 4 squadre, le prime due ottengono la promozione in Hong Kong Second Division League.

## Organico odierno

### Hong Kong Third A Division League
- Blake Garden
- Eastern
- Fire Services
- Fu Moon
- Fukien
- KCDRSC
- Kwok Keung
- Kwong Wah
- Lucky Mile
- Lung Moon
- New Fair
- Kuitan
- Ornament
- Sai Kung Friends
- Solon
- St. Joseph's
- Sun Source
- Telecom
- Tuen Mun FC
- Tung Sing

### Hong Kong Third District Division League
- Central & Western
- Eastern District
- Kowloon City
- Northern
- Sai Kung
- Tsuen Wan
- Wong Tai Sin
- Yau Tsim Mong